# Albert Voorn
Albert Bernard Voorn (Hilversum, 23 de mayo de 1956) es un jinete neerlandés que compitió en la modalidad de salto ecuestre. Su hijo Vincent compitió en el mismo deporte.
Participó en los Juegos Olímpicos de Sídney 2000, obteniendo una medalla de plata en la prueba individual y el quinto lugar por equipos.

## Palmarés internacional
| Juegos Olímpicos | Juegos Olímpicos   | Juegos Olímpicos | Juegos Olímpicos |
| Año              | Lugar              | Medalla          | Categoría        |
| ---------------- | ------------------ | ---------------- | ---------------- |
| 2000             | Sídney (Australia) | Medalla de plata | Individual       |